# HWA AG

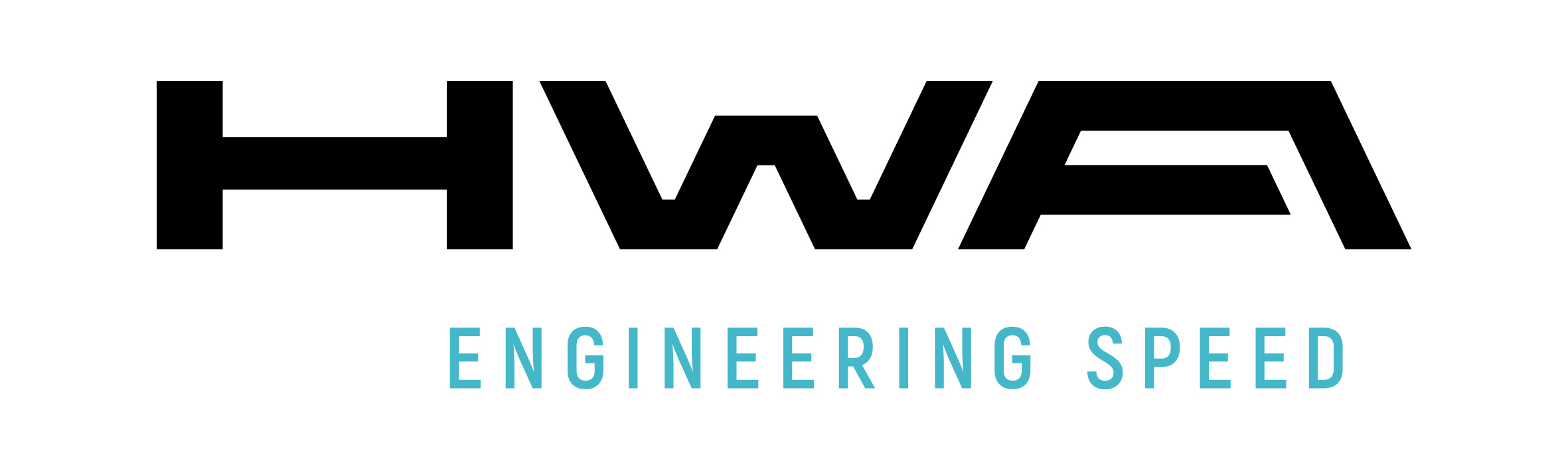
Logotipo da HWA AG.

HWA AG é uma empresa alemã com sede em Affalterbach que desenvolve e constrói veículos e componentes para a Mercedes-AMG.
A HWA foi responsável pelo gerenciamento da equipe da AMG Mercedes no Deutsche Tourenwagen Masters (DTM) e, em 2018, iniciou uma nova parceria com a entrada da R-Motorsport Aston Martin para a temporada de 2019 da categoria de carros de turismo alemães. A HWA AG foi fundada em 1999, e leva o nome de Hans Werner Aufrecht, que fundou a AMG (atual Mercedes-AMG) em 1967. No final de 1998, Aufrecht vendeu uma participação majoritária da AMG para a DaimlerChrysler AG. Como parte do processo, o departamento de automobilismo e partes do negócio de construção de veículos personalizados da AMG foram desmembrados e transferidos para a HWA AG.
A empresa, atualmente gerenciada por Ulrich Fritz , desenvolvia e construía os carros e motores de corrida da DTM utilizados pela equipe da HWA, além de equipes clientes que também competem na DTM, como a Persson Motorsport e a Mücke Motorsport. Ela também desenvolve e constrói motores para carros de corrida de Fórmula 3, baseados nos motores de produção da Mercedes-Benz.
Foi anunciado em 9 de maio de 2018 que a HWA se juntaria à Fórmula E com uma equipe própria denominada HWA Racelab para a temporada de 2018–19. E, em outubro do mesmo ano foi revelado que a HWA Racelab também iria competir no Campeonato de Fórmula 3 da FIA de 2019.